# Frank Kaminsky
Francis „Frank“ Stanley Kaminsky III (* 4. April 1993 in Lisle, Illinois) ist ein US-amerikanischer Basketballspieler, der bei KK Partizan Belgrad unter Vertrag steht. Kaminsky ist für seinen guten Sprungwurf, der bis hinter die Dreipunktelinie reicht, bekannt.

## Karriere

### College
Kaminsky spielte vier Jahre an der University of Wisconsin–Madison. In den ersten beiden Jahre blieb Kaminsky unauffällig, er kam meist als Einwechselspieler zum Zuge. In seinem dritten Jahr sicherte er sich bei den Badgers einen Stammplatz in der Anfangsaufstellung und erzielte im Schnitt 14 Punkte und 6 Rebounds je Begegnung. Das vierte Spieljahr war sein erfolgreichstes. Er erreichte mit Wisconsin das Endspiel des NCAA-Turniers, wo man jedoch der Duke University um Jahlil Okafor unterlag. Für seine guten Leistungen wurde Kaminsky zum National College Player of the Year 2015 ausgezeichnet und erhielt noch andere bedeutende Auszeichnungen. Das Spieljahr 2014/15 schloss er mit 18,8 Punkten, 8,2 Rebounds, 2,6 Assists und 1,5 Blocks im Schnitt ab. Dabei traf er 42 % seiner Dreipunktwürfe.

### NBA
Im anschließenden NBA-Draft 2015 wurde Kaminsky an neunter Stelle von den Charlotte Hornets ausgewählt. In seinem Rookiespieljahr erzielte Kaminsky 7,5 Punkte und 4,1 Rebounds im Schnitt und erreichte mit den Hornets die erste Playoffrunde. In seinem zweiten Jahr steigerte sich Kaminsky auf 11,7 Punkte und 4,5 Rebounds im Schnitt. In dieser Saison gelang ihm am 15. Februar 2017 gegen die Toronto Raptors mit 27 Punkten sein bisheriger NBA-Karrierebestwert in dieser Kategorie. Den Hornets gelang der erneute Einzug in die Playoffs jedoch nicht.
Im Sommer 2019 wechselte er zu den Phoenix Suns. Nachdem er in der Saison 2021/22 im Schnitt 10,6 Punkte und 4,6 Rebounds je Begegnung erzielt hatte und ab November 2021 wegen einer Knieverletzung gefehlt hatte, lief sein Vertrag aus. Kaminsky wurde im Juli 2022 als Neuzugang der Atlanta Hawks vermeldet. In Atlanta kam er in der Saison 2022/23 selten zum Zuge, seine Einsatzzeit sank auf statistisch 6,8 Minuten je Begegnung und damit einen Wert, der deutlich unter seinen Einsatzzeiten der Vorjahre lag. Die Houston Rockets wurden im Februar 2023 Kaminskys neuer Arbeitgeber. Zu den Texanern gelangte er im Rahmen eines Tauschgeschäfts.
In der Sommerpause 2023 wurde er von KK Partizan Belgrad verpflichtet und wechselte damit erstmals zu einer Mannschaft außerhalb seines Heimatlandes.

## Karriere-Statistiken

### NBA

#### Hauptrunde
| Saison  | Team      | GP  | GS | MPG  | FG % | 3P % | FT % | RPG | APG | SPG | BPG | PPG  |
| ------- | --------- | --- | -- | ---- | ---- | ---- | ---- | --- | --- | --- | --- | ---- |
| 2015–16 | Charlotte | 81  | 3  | 21.1 | .410 | .337 | .730 | 4.1 | 1.2 | 0.5 | 0.5 | 7.5  |
| 2016–17 | Charlotte | 75  | 16 | 26.1 | .399 | .328 | .756 | 4.5 | 2.2 | 0.6 | 0.5 | 11.7 |
| 2017–18 | Charlotte | 79  | 4  | 23.2 | .429 | .380 | .799 | 3.6 | 1.6 | 0.5 | 0.2 | 11.1 |
| 2018–19 | Charlotte | 47  | 0  | 16.1 | .463 | .360 | .738 | 3.5 | 1.3 | 0.3 | 0.3 | 8.6  |
| 2019–20 | Phoenix   | 39  | 13 | 19.9 | .450 | .331 | .678 | 4.5 | 1.9 | 0.4 | 0.3 | 9.7  |
| 2020–21 | Phoenix   | 47  | 13 | 15.2 | .471 | .365 | .617 | 4.0 | 1.7 | 0.3 | 0.4 | 6.6  |
| Gesamt  | Gesamt    | 368 | 49 | 21.0 | .427 | .348 | .739 | 4.0 | 1.6 | 0.4 | 0.4 | 9.4  |

#### Play-offs
| Saison  | Team      | GP | GS | MPG  | FG % | 3P % | FT % | RPG | APG | SPG | BPG | PPG |
| ------- | --------- | -- | -- | ---- | ---- | ---- | ---- | --- | --- | --- | --- | --- |
| 2015–16 | Charlotte | 7  | 5  | 27.1 | .304 | .294 | .810 | 4.3 | 1.1 | 0.9 | 0.7 | 7.1 |
| Gesamt  | Gesamt    | 7  | 5  | 27.1 | .304 | .294 | .810 | 4.3 | 1.1 | 0.9 | 0.7 | 7.1 |